# European League maschile 2017
L'European League di pallavolo maschile 2017 si è svolta dal 9 giugno al 2 luglio 2017: al torneo hanno partecipato otto squadre nazionali europee e la vittoria finale è andata per la prima volta all'Ucraina.

## Regolamento

### Formula
Le squadre hanno disputato una prima fase a gironi con formula del girone all'italiana, con gare di andata e ritorno: al termine della prima fase, la prima classificata di ogni girone, la migliore seconda classificata e la squadra del paese organizzatore (se questa rientra tra i precedenti criteri di qualificazione si è qualificata la seconda migliore seconda classificata) hanno acceduto alla fase finale strutturata in semifinali, finale per il terzo posto e finale.

### Criteri di classifica
Se il risultato finale è stato di 3-0 o 3-1 sono stati assegnati 3 punti alla squadra vincente e 0 a quella sconfitta, se il risultato finale è stato di 3-2 sono stati assegnati 2 punti alla squadra vincente e 1 a quella sconfitta.
L'ordine del posizionamento in classifica è stato definito in base a:
- Numero di partite vinte;
- Punti;
- Ratio dei set vinti/persi;
- Ratio dei punti realizzati/subiti;
- Risultati degli scontri diretti.

## Squadre partecipanti
| Squadra     | Qualificazione | Ultima partecipazione |
| ----------- | -------------- | --------------------- |
| Albania     | Wild card      | European League 2016  |
| Azerbaigian | Wild card      | European League 2014  |
| Danimarca   | Wild card      | European League 2016  |
| Israele     | Wild card      | European League 2015  |
| Macedonia   | Wild card      | European League 2016  |
| Svezia      | Wild card      | Debutto               |
| Ucraina     | Wild card      | Debutto               |
| Ungheria    | Wild card      | European League 2013  |

## Torneo

### Fase a gironi
| Girone A    | Girone B  |
| ----------- | --------- |
| Albania     | Danimarca |
| Azerbaigian | Israele   |
| Macedonia   | Ucraina   |
| Svezia      | Ungheria  |

#### Girone A

##### Risultati
| 16 giugno 2017 Sportski centar Boris Trajkovski, Skopje Durata: 2h:02 - Spettatori: 1 000 | Albania     | 3 - 2 | Svezia      | 15-25, 23-25, 25-23, 26-24, 15-9  |
| 16 giugno 2017 Sportski centar Boris Trajkovski, Skopje Durata: 1h:42 - Spettatori: 1 000 | Macedonia   | 3 - 0 | Azerbaigian | 25-19, 25-19, 25-20               |
| 17 giugno 2017 Sportski centar Boris Trajkovski, Skopje Durata: 2h:09 - Spettatori: 150   | Svezia      | 3 - 2 | Azerbaigian | 19-25, 23-25, 26-24, 25-9, 15-12  |
| 17 giugno 2017 Sportski centar Boris Trajkovski, Skopje Durata: 1h:21 - Spettatori: 800   | Albania     | 0 - 3 | Macedonia   | 21-25, 16-25, 22-25               |
| 18 giugno 2017 Sportski centar Boris Trajkovski, Skopje Durata: 1h:41 - Spettatori: 70    | Azerbaigian | 1 - 3 | Albania     | 22-25, 22-25, 25-17, 10-25        |
| 18 giugno 2017 Sportski centar Boris Trajkovski, Skopje Durata: 1h:44 - Spettatori: 1 000 | Svezia      | 1 - 3 | Macedonia   | 26-24, 17-25, 18-25, 18-25        |
| 23 giugno 2017 Parku Olimpik i Tiranës, Tirana Durata: 1h:34 - Spettatori: 60             | Svezia      | 0 - 3 | Macedonia   | 16-25, 22-25, 30-32               |
| 23 giugno 2017 Parku Olimpik i Tiranës, Tirana Durata: 1h:26 - Spettatori: 300            | Albania     | 3 - 0 | Azerbaigian | 25-15, 25-21, 25-19               |
| 24 giugno 2017 Parku Olimpik i Tiranës, Tirana Durata: 1h:21 - Spettatori: 60             | Macedonia   | 3 - 0 | Azerbaigian | 25-20, 25-19, 25-21               |
| 24 giugno 2017 Parku Olimpik i Tiranës, Tirana Durata: 2h:05 - Spettatori: 450            | Svezia      | 3 - 1 | Albania     | 25-22, 25-12, 23-25, 25-23        |
| 25 giugno 2017 Parku Olimpik i Tiranës, Tirana Durata: 1h:17 - Spettatori: 50             | Azerbaigian | 0 - 3 | Svezia      | 18-25, 16-25, 16-25               |
| 25 giugno 2017 Parku Olimpik i Tiranës, Tirana Durata: 2h:09 - Spettatori: 500            | Macedonia   | 3 - 2 | Albania     | 25-21, 17-25, 25-21, 23-25, 15-10 |

##### Classifica
| Pos | Squadra     | Pt | G | V | P | SV | SP | Ratio | PF  | PS  | Ratio |
| --- | ----------- | -- | - | - | - | -- | -- | ----- | --- | --- | ----- |
| 1   | Macedonia   | 17 | 4 | 6 | 0 | 18 | 3  | 6.000 | 511 | 426 | 1.199 |
| 2   | Svezia      | 9  | 4 | 3 | 3 | 12 | 12 | 1.000 | 534 | 512 | 1.043 |
| 3   | Albania     | 9  | 4 | 3 | 3 | 12 | 12 | 1.000 | 514 | 518 | 0.992 |
| 4   | Azerbaigian | 1  | 4 | 0 | 6 | 3  | 18 | 0.166 | 397 | 500 | 0.794 |

#### Girone B

##### Risultati
| 9 giugno 2017 Complesso di Ed. Fisica, Ivano-Frankivs'k Durata: 1h:27 - Spettatori: 300    | Danimarca | 3 - 0 | Ungheria  | 25-19, 26-24, 25-21               |
| 9 giugno 2017 Complesso di Ed. Fisica, Ivano-Frankivs'k Durata: 1h:19 - Spettatori: 1 000  | Ucraina   | 3 - 0 | Israele   | 25-22, 25-20, 25-19               |
| 10 giugno 2017 Complesso di Ed. Fisica, Ivano-Frankivs'k Durata: 1h:43 - Spettatori: 200   | Ungheria  | 3 - 1 | Israele   | 22-25, 25-15, 25-16, 25-22        |
| 10 giugno 2017 Complesso di Ed. Fisica, Ivano-Frankivs'k Durata: 1h:29 - Spettatori: 1 300 | Danimarca | 3 - 0 | Ucraina   | 25-22, 25-22, 25-23               |
| 11 giugno 2017 Complesso di Ed. Fisica, Ivano-Frankivs'k Durata: 1h:52 - Spettatori: 300   | Israele   | 3 - 1 | Danimarca | 18-25, 25-22, 25-23, 25-20        |
| 11 giugno 2017 Complesso di Ed. Fisica, Ivano-Frankivs'k Durata: 1h:56 - Spettatori: 1 300 | Ungheria  | 1 - 3 | Ucraina   | 25-21, 19-25, 16-25, 22-25        |
| 16 giugno 2017 Continental Aréna, Nyíregyháza Durata: 1h:06 - Spettatori: 125              | Israele   | 0 - 3 | Ucraina   | 16-25, 13-25, 15-25               |
| 16 giugno 2017 Continental Aréna, Nyíregyháza Durata: 1h:26 - Spettatori: 800              | Ungheria  | 0 - 3 | Danimarca | 23-25, 23-25, 21-25               |
| 17 giugno 2017 Continental Aréna, Nyíregyháza Durata: 1h:42 - Spettatori: 500              | Israele   | 1 - 3 | Ungheria  | 19-25, 25-20, 13-25, 22-25        |
| 17 giugno 2017 Continental Aréna, Nyíregyháza Durata: 1h:48 - Spettatori: 200              | Ucraina   | 3 - 1 | Danimarca | 23-25, 25-19, 25-21, 25-22        |
| 18 giugno 2017 Continental Aréna, Nyíregyháza Durata: 2h:13 - Spettatori: 1 000            | Ucraina   | 3 - 2 | Ungheria  | 25-15, 21-25, 25-21, 22-25, 15-11 |
| 18 giugno 2017 Continental Aréna, Nyíregyháza Durata: 1h:43 - Spettatori: 0                | Danimarca | 3 - 1 | Israele   | 19-25, 25-18, 25-18, 25-18        |

##### Classifica
| Pos | Squadra   | Pt | G | V | P | SV | SP | Ratio | PF  | PS  | Ratio |
| --- | --------- | -- | - | - | - | -- | -- | ----- | --- | --- | ----- |
| 1   | Ucraina   | 14 | 6 | 5 | 1 | 15 | 7  | 2.142 | 519 | 446 | 1.163 |
| 2   | Danimarca | 12 | 6 | 4 | 2 | 14 | 7  | 2.000 | 497 | 468 | 1.062 |
| 3   | Ungheria  | 7  | 6 | 2 | 4 | 9  | 14 | 0.642 | 502 | 512 | 0.980 |
| 4   | Israele   | 3  | 6 | 1 | 5 | 6  | 16 | 0.375 | 434 | 526 | 0.825 |

### Fase finale
|  | Semifinali | Semifinali | Semifinali |           |         | Finale    | Finale    | Finale   |  |
|  |            |            |            |           |         |           |           |          |  |
|  | Svezia     | Svezia     | 2          |           |         |           |           |          |  |
|  | Svezia     | Svezia     | 2          |           |         |           |           |          |  |
|  | Ucraina    | Ucraina    | 3          |           |         |           |           |          |  |
|  | Ucraina    | Ucraina    | 3          |           | Ucraina | Ucraina   | 3         |          |  |
|  |            |            |            |           | Ucraina | Ucraina   | 3         |          |  |
|  |            |            | Macedonia  | Macedonia | 1       |           |           |          |  |
|  | Danimarca  | Danimarca  | Macedonia  | Macedonia | 1       | 2         |           |          |  |
|  | Danimarca  | Danimarca  |            |           |         | 2         |           |          |  |
|  | Macedonia  | Macedonia  | 3          |           |         | 3º posto  | 3º posto  | 3º posto |  |
|  | Macedonia  | Macedonia  | 3          |           |         |           |           |          |  |
|  |            |            |            |           |         |           |           |          |  |
|  |            |            |            |           |         | Svezia    | Svezia    | 3        |  |
|  |            |            |            |           |         | Svezia    | Svezia    | 3        |  |
|  |            |            |            |           |         | Danimarca | Danimarca | 1        |  |

#### Semifinali
| 1º luglio 2017 Gentoftehallen, Gentofte Durata: 2h:01 - Spettatori: 400 | Svezia    | 2 - 3 | Ucraina   | 25-23, 19-25, 16-25, 25-22, 16-18 |
| 1º luglio 2017 Gentoftehallen, Gentofte Durata: 2h:02 - Spettatori: 550 | Danimarca | 2 - 3 | Macedonia | 25-19, 25-20, 14-25, 20-25, 11-15 |

#### Finale 3º posto
| 2 luglio 2017 Gentoftehallen, Gentofte Durata: 1h:41 - Spettatori: 500 | Svezia | 3 - 1 | Danimarca | 25-23, 16-25, 25-19, 25-21 |

## Classifica finale
| Pos | Squadra     | Rosa |
| --- | ----------- | --- |
|     | Ucraina     | Formazione: 2 Kisiljuk, 3 Storožylov, 4 Kljamar, 5 Plotnyc'kyj, 6 Drozd, 7 Brova, 9 Koval'čuk, 10 Semenjuk, 11 Tomyn, 12 Fomin, 13 Tupčij, 14 Ševčenko, 15 Tevkun, 17 Levčenko, 18 Rjabucha, CT: Krastiņš               |
|     | Macedonia   | Formazione: 1 Angelovski, 2 Ǵ. Ǵorǵiev, 3 Josifov, 4 N. Ǵorǵiev, 5 Milev, 7 Nakov, 8 Ljaftov, 9 Urdov, 10 Klopčeski, 12 Nikolovski, 13 Simovski, 14 Andonov, 15 Madžunkov, 17 Stošiḱ, 18 Mihailov, CT: Baltić           |
|     | Svezia      | Formazione: 1 Ekstrand, 2 Wijk Tegenrot, 4 Gustavsson, 5 Blomgren, 6 Ahremark, 9 D. Pettersson, 10 Nilsson, 11 P. Pettersson, 12 Sundberg, 13 Lindberg, 14 Link, 15 Nielsen, 18 Lushtaku, 19 Eriksson, CT: Isacsson     |
| 4   | Danimarca   | Formazione: 2 Hjorth, 3 Bitsch, 4 Andersen, 5 Gade, 6 Mørkeberg Sørensen, 7 Jørgensen, 8 Jacobsen, 9 Özari, 10 Møllgaard, 12 Hartmann, 15 Bonnesen, 17 Nielsen, 19 F. Mikelsons, 20 R. Mikelsons, 21 Jensen, CT: Trolle |
| 5   | Albania     | Formazione: 2 Kola, 3 Gjoklaj, 4 Koçi, 5 Cali, 8 Husaj, 9 Mpasīs, 10 Xhelati, 11 Shurdhi, 12 Kula, 14 A. Qafarena, 15 N. Qafarena, 16 Baruti, 20 Muslia, 21 Martiro, 22 Deliu, CT: Melka                                |
| 6   | Ungheria    | Formazione: 1 Szabó, 3 Nagy, 4 Bozóki, 5 Deák, 6 Pápai, 8 Gergye, 9 Keen, 10 Kaszap, 11 Nemeth, 12 Baróti, 13 Dávid, 14 Pádár, 16 Kovács, 17 Rása, 20 Gebhardt, CT: Barrial                                             |
| 7   | Israele     | Formazione: 1 Osokin, 4 Milstein, 6 Batchkala, 7 Goldrin, 8 Saada, 9 Zemlianukhin, 10 Finkelstein, 13 Hannoun, 14 Kssel, 15 Libling, 16 Boulkin, 18 Sokolov, CT: Ryś                                                    |
| 8   | Azerbaigian | Formazione: 1 Bayramov, 2 Həsənli, 3 Süleymanov, 4 Ağazadə, 5 Kutukov, 6 Alışanov, 8 İbrahimov, 9 Səmədov, 10 Obodnikov, 11 Əliyev, 13 Çervyakov, 14 Kazachkov, 15 Baranov, 19 Allahverdiyev, CT: Cəlalov               |

## Premi individuali
| Premio                | Nome                | Squadra   |
| --------------------- | ------------------- | --------- |
| MVP                   | Maksym Drozd        | Ucraina   |
| Miglior palleggiatore | Volodymyr Koval'čuk | Ucraina   |
| Miglior opposto       | Nikola Ǵorǵiev      | Macedonia |
| Miglior schiacciatore | Oleksiy Klyamar     | Ucraina   |
| Miglior schiacciatore | Rasmus Nielsen      | Danimarca |
| Miglior centrale      | Maksym Drozd        | Ucraina   |
| Miglior centrale      | Gjoko Josifov       | Macedonia |
| Miglior libero        | Anton Wijk Tegenrot | Svezia    |